# Asques (Tarn e Garonna)
Asques è un comune francese di 138 abitanti situato nel dipartimento del Tarn e Garonna nella regione dell'Occitania.

## Società

### Evoluzione demografica
Abitanti censiti